# Arizona City
Arizona City es un lugar designado por el censo ubicado en el condado de Pinal en el estado estadounidense de Arizona. En el Censo de 2010 tenía una población de 10 475 habitantes y una densidad poblacional de 653,91 personas por km².

## Geografía
Arizona City se encuentra ubicado en las coordenadas 32°45′3″N 111°40′14″O / 32.75083, -111.67056. Según la Oficina del Censo de los Estados Unidos, Arizona City tiene una superficie total de 16.02 km², de la cual 15.83 km² corresponden a tierra firme y (1.16%) 0.19 km² es agua.

## Demografía
Según el censo de 2010, había 10.475 personas residiendo en Arizona City. La densidad de población era de 653,91 hab./km². De los 10.475 habitantes, Arizona City estaba compuesto por el 73.65% blancos, el 4.16% eran afroamericanos, el 3.47% eran amerindios, el 0.53% eran asiáticos, el 0.21% eran isleños del Pacífico, el 13.42% eran de otras razas y el 4.54% pertenecían a dos o más razas. Del total de la población el 34.21% eran hispanos o latinos de cualquier raza.